# 前鎮儲運所
前鎮儲運所為隸屬台灣中油公司石化事業部的進出口集散地，位於高雄市前鎮區新生路11號。

## 汙染與工安事件
1997年高雄氣爆事故時，前鎮儲運所為清管責任單位，所長吳金傑等人並依瀆職罪起訴。
2003年10月26日，發生乙硫醇外洩事件。
2013年7月10日，發生空油槽爆炸事故。

## 資料來源
1. ↑  . 台灣中油.   [2014-08-04]. （原始内容存档于2014-08-08）.
2. ↑  林憲源. . 中廣新聞. 2013-07-10  [2014-08-04]. （原始内容存档于2016-03-06）.